# Río Marieta
Pour les articles homonymes, voir Marieta.
Le río Marieta est un cours d'eau de l'Amazonie vénézuélienne. Situé dans l'État d'Amazonas, il est un sous affluent de l'Orénoque et se jette en rive droite du río Ventuari dont il est l'un des principaux affluents à proximité de la localité de Maco. Ses principaux affluents sont les ríos Chico et Mosquito. Il prend sa source dans le massif de Cuao-Sipapo et traverse les localités de Pendarito, Mosquito et Marieta.